# رودولف كارناب
رودولف كارناب Rudolf Carnap، فيلسوف ومنطقي ألماني، وأحد أبرز زعماء الفلسفة التجريبية المنطقية logical empiricism أو الوضعية المنطقية logical positivism. ولد في رونسدورف Ronsdorf بالقرب من بارمن في ألمانيا، وتوفي في كاليفورنيا. درس في جامعتي فرايبورغ ويينا Jena (1910ـ1914)، حيث تخصص في الفيزياء والرياضيات والفلسفة. وتأثر كثيراً في يينا بأستاذه الرياضي المنطقي جوتلوب فريجه. وحصل في عام 1929 على الدكتوراه من الجامعة نفسها برسالة عنوانها «المكان: إسهام في نظرية العلم». وكان لرسل وفتغنشتاين أعظم الأثر في تكوينه الروحي، وكذلك لجماعة ڤيينا التي أسسها موريتز شليك عام 1924، وكانت تبشر بفلسفة علمية تهدف إلى توحيد العلوم وتصطنع منهج التحليل المنطقي، فصار من شخصياتها البارزة وعضواً نشطاً فيها، وأصدر بالتعاون مع هانس رايشنباخ (1891ـ1953) مجلة دولية عنوانها «المعرفة» Erkenntnis (1930ـ1940) لهذا الغرض، فكانت لسان حال الوضعية المنطقية خاصة. درس منطق العلوم في جامعة ڤيينا (1926ـ1931)، ثم الفلسفة الطبيعية في جامعة براغ الألمانية (1931ـ1935). هاجر على أثر تحول ألمانيا إلى النازية، إلى الولايات المتحدة في نهاية عام 1935، حيث عيّن أستاذاً للفلسفة في جامعتي شيكاغو (حتى عام 1952) وكاليفورنيا (1954ـ1961)، وعمل مع أتو نويرات وشارلز موريس Charles Morris على إصدار «الموسوعة الدولية للعلم الموحد».
وكان أول كتبه وأهمها «البناء المنطقي للعالم» The Logical Construction of the World (1928)، و«التركيب المنطقي للغة» Logical Syntax of Language (1934)، و«الفلسفة والتركيب المنطقي» Philosophy and Logical Syntax (1935)، و«المدخل إلى السيمانطيقا: نظرية المدلولات اللفظية» Introduction to Semantics (1942)، و«المعنى والضرورة» Meaning and Necessity (1947)، و«الأسس المنطقية للاحتمال» Logical Foundation of Probability (1950)، و«المتصل في المناهج الاستقرائية» Continuum of Inductive Methods (1952)، و«مقدمة في المنطق الرمزي» Introduction to Symbolic Logic (1954).
وتقوم أصالة كارناب في اتجاهه المنهجي الذي يصوغ به نسقاً تقنياً يطبقه على بعض مسائل الفلسفة بهدف حلها، فقد سعى في مؤلفه الرئيسي «البناء المنطقي للعالم» إلى تطبيق ـ على مجمل الموضوعات ـ المنهج المنطقي الذي طبقه رسل على الموضوعات الرياضية، كي ينحّي جانباً الميتافيزيقا، وينفي دور الفلسفة كعلم كلي، انطلاقاً من رفض كل عنصر تركيبي قبلي في المعرفة، واعتقاداً بأن القضايا العلمية دائماً بعدية، تستمد معناها من النسق المنطقي الذي تندرج فيه، فيرد الفلسفة إلى تحليل منطقي للغة العلم يقوم على المنطق الرياضي. ويذهب إلى أن المعرفة النظرية التي يقوم عليها هذا التحليل تمثل مزيجاً من التجريبية المثالية في تفسير المنطق والرياضيات، فالمفهوم الفلسفي للوضعية الجديدة في مذهبه متداخل مع دراسات نظرية المنطق والتحليل القائم على المنطق ومنهج البحث العلمي.
ويمكن تمييز مرحلتين أساسيتين في تطور فكر كارناب بصدد طبيعة المنهج المنطقي: الأولى هي مرحلة الاهتمام بالبناء اللفظي، حينما يهتم منطق العلم بالبناء اللفظي المنطقي للغة العلم؛ والثانية هي مرحلة الاهتمام بالمدلول اللفظي، حينما يهتم منطق لغة العلم بالمعنى والمدلول.
ويقوم منهجه، في المرحلة الأولى، على نظريته في البناء أو التركيب constitution or construction theory ويستعين فيه بالمناهج التي سبقه إليها إرنست ماخ[ر] Ernest Mach ورسل وفتغنشتاين، وتدور النظرية حول مبدأ قابلية القضايا للرد principle of reducibility بتعريف الحدود التي يشمل بناؤها أي تعريفها البنائيconstitutional definition، وترتيب التعريفات في نسق بنائي constitutional system.
وبتأثير أبحاث كارل بوبر، سعى كارناب إلى تصحيح فهم تركيب المعرفة التجريبية، بوضع تصور جديد لمعيار المعنى التجريبي، وقواعد خاصة به. وتمكن بهذا أن يفرق بين القضايا التجريبية التي يمكن التحقق من صدقها وتخضع لمبدأ التحقق principle of verifiability، أي بالإمكان اختبارها testability أو التثبت منها confirmability، وهي قضايا علمية، وبين القضايا الميتافيزيقية وما شابهها التي لايمكن التحقق من معناها تجريبياً ولا تقوم على معطيات حسية، ويصفها بأنها قضايا فارغة أو أشباه قضايا pseudo statements لامعنى لها. ويقصر لغة الواقع والعلم على القضايا العلمية، ويسميها لغة ظاهراتية phenomenalistic لأنها تقتصر على وصف الظواهر، ثم يؤثر أن يسميها لغة فيزيائية physicalistic لتكون لغة العلوم كلها، كونها لغة وصفية كمية، وعباراتها تقريريةreport sentences، أو لأنها لغة محددة المعاني والعبارات، بها تصاغ الحقائق العلمية التجريبية.
ويفرق كارناب بين ما يسميه لغة الموضوع object language التي تعبر عن موضوعات العالم ووقائعه (مثال: إن الوردة حمراء)، وبين اللغة الشارحة أو لغة ماوراء اللغة Metalanguage، التي هي صورية وتعبر عن اللغة التي يعبر بها عن لغة الموضوع أو تشرحه، كالقول: إن عبارة إن الكرة حمراء تتكون من ثلاث كلمات، فالعبارة «إن الوردة حمراء» موضوعية حقيقية، أما العبارة «إن الوردة شيء» فهي شبه موضوعية، وغامضة وتخلط بين العبارة المادية والعبارة الصورية. ويبين أن الخلافات في الفلسفة ترجع إلى سوء فهم أو سوء تحليل التصورات الفلسفية، وعنه ينجم الخلط بين الأحكام المصوغة بلغة الموضوع والأحكام المصوغة بعبارات اللغة الشارحة أو لغة ما وراء اللغة، فيؤدي ذلك إلى خلافات بين الآراء أو المذاهب الفلسفية حول بعض المسائل. لذلك يقترح كارناب ترجمة وتأويل العبارات الفلسفية شبه الموضوعية من شكلها المادي إلى الشكل الصوري بإعادة صياغتها في عبارات تركيبية.
ويحاول كارناب في المرحلة الثانية من تطوره الفكري في مؤلفه «المدخل إلى السيمانطيقا» ثم في «المدخل إلى المنطق الرمزي» أن يبني، على أساس من المفاهيم المبدئية المدلولات اللفظية المنطقية، نسقاً واحداً من المنطق الشكلي، فيقدم مبدأ يطلق عليه مبدأ التسامح principle of tolerance، يكفل به حرية التعبير، ويؤكد أن عمل فلاسفة اللغة ليس بوضع قيود على الاستعمالات اللغوية، بل الاهتمام بتحديد الشروط التي بها تصدق العبارات منطقياً وتتحدد بها مدلولاتها، ومن ثم ينتقل كارناب من التركيب المنطقي syntax للعبارة إلى معناها وصدقها، فيقوم بتحليل الدلالات ووضع نظرية في اللغة تربط الرموز بالموضوعات التي تدل عليها، فالعبارة صادقة عندما يكون محمولها predicate متوافقاً مع نسقها، بمعنى أن صدقها لا يقاس باعتبارات عملية، ولا يرتبط بأي معتقدات قابلة للتحقق، ولا يبحث عن أسبابه خارج نسق العبارة نفسها، والنسق السيمانطيقي هو تلك القواعد التي بها تتحدد شروط صدق العبارة، والعلم المعني به هو علم السيمانطيقا أو علم دلالات الألفاظ وتطورها semantics، ومهمة الفلسفة هي تحليل اللغة تحليلاً سيميوطيقياً semiotic، أي تحليلها من حيث هي رموز لبناء الكلام المعرفي، وعلى هذا النحو تستعيد الميتافيزيقا دورها الدلالي في التعبير عن أحوال وجدانية.

## روابط خارجية
- رودولف كارناب على موقع الموسوعة البريطانية (الإنجليزية)
- رودولف كارناب على موقع مونزينجر (الألمانية)
- رودولف كارناب على موقع إن إن دي بي (الإنجليزية)